# Pascal Pons
Pascal Pons (né le 9 novembre 1968 à Nice) est un percussionniste français. 

## Biographie
(septembre 2008).
Si vous disposez d'ouvrages ou d'articles de référence ou si vous connaissez des sites web de qualité traitant du thème abordé ici, merci de compléter l'article en donnant les références utiles à sa vérifiabilité et en les liant à la section « Notes et références ».
Spécialiste du répertoire contemporain, Pascal Pons a travaillé en collaboration avec de nombreux compositeurs, assurant notamment la création du concerto « Battements » de Hans Ulrich Lehmann avec l’Orchestre de la Radio de Bâle (1995), de « Yanda » (1995) d’Antonio Gómez et de « Trema I.II.III » (1996) de Claus-Steffen Mahnkopf pour multi percussion solo, de « Pakikisama » pour 20 musiciens et percussion solo d’Alan Hilario avec l’ensemble de la Musik der Jahrhunderte de Stuttgart (1998), et du triple concerto « Void II » pour saxophone, piano et percussion de Nikolaus Brass avec l’Orchestre de la Radio de Berlin sous la direction de Roland Klüttig (2006), œuvre enregistrée chez Neos.
Dédicataire du concerto « Phosphor » pour percussion et orchestre de Johannes Schöllhorn, Pascal Pons en réalise la première mondiale à Bâle et la première allemande à Fribourg-en-Brisgau en avril 2006 avec le Basel Sinfonieta sous la direction de Cristóbal Hallfter, et il reprend cette œuvre en octobre 2006 avec l’Orchestre Philharmonique de Liège dirigé par Pascal Rophé lors de la première française au festival Musica de Strasbourg et de la première belge à Liège.
Il a donné de nombreux récitals et concerts de musique de chambre en Europe (France, Allemagne, Espagne, Suisse, Ukraine), aux États-Unis, en Amérique du Sud (Brésil, Argentine, Chili, Uruguay) et en Asie (Mongolie, Taïwan), dont récemment à la première édition du Festival UpBeat de Lugano, au Festival June in Buffalo, aux Journées de la Percussion de Paris, à l’International Computer Music Conference (Nouvelle-Orléans), et en formation de musique de chambre à Taipei et Versailles avec le célèbre percussionniste Sylvio Gualda. 
Membre de l’ensemble de musique contemporaine SurPlus, dirigé par James Avery, et régulièrement invité par l'Ensemble Modern de Frankfurt ainsi que le Klangforum de Vienne, Pascal Pons s’est produit en concert et en tournée dans des salles et festivals renommés – le Royal Albert Hall et le Barbican Centre de Londres, le Concertgebouw d’Amsterdam, les Philharmonies de Berlin et de Cologne, le Lincoln Center de New York, la Konzerthaus de Vienne, le Taipei Concert Hall, la Cité de la musique à Paris, le Festival de Salzbourg, le Perth Music Festival, la Biennale de Munich, le Festival de Zürich, le Wien Modern, le Maerz Musik de Berlin – sous la baguette d’illustres chefs tels Pierre Boulez, Peter Eötvös, Kent Nagano, Heinz Holliger, Ingo Metzmacher, Hans Zender, George Benjamin, Jonathan Nott, Sian Edwards, Oliver Knussen et Zoltán Kocsis. 
Il a joué sur les ondes de Radio-France, la BBC, l’ORF, la RAI, la DRS en Suisse, et les chaînes allemandes WDR, HR et SWR, et sa discographie, composée de plusieurs premières, comprend notamment des parutions chez BMG Classics, ECM, Wergo, RCA, Neos et Bridge.
Pascal Pons enseigne le marimba et le vibraphone depuis 1996 à la Musikhochschule de Fribourg, il est professeur de percussion au Conservatoire Neuchâtelois (Suisse) depuis 2005, et sera professeur de percussion à la Haute École de Musique (HEM) du Conservatoire de Genève entre 2008 et 2009. Par ailleurs il est professeur à la Musikhoschule de Lucerne depuis 2011 et au conservatoire de Versailles depuis 2008 Il a donné des masterclasses à la Musikhochschule de Hanovre, à l’Institut de musique contemporaine de la Musikhochschule de Berlin, au Conservatoire National de Région (CNR) de Versailles, dans plusieurs universités de Taïwan (Taipei, Kaohsiung, Hualien, Tainan), au Conservatoire d’Odessa ainsi qu’à celui de Buenos Aires. Il était membre du jury au 2006 Taiwan International Marimba Competition.
Originaire de Nice, il étudie d’abord au CNR de Nice dans la classe de Rodolphe Palumbo, puis dans celle de Sylvio Gualda au CNR de Versailles où il décroche le Premier Prix, le Prix d’Honneur et le Prix de Perfectionnement. C’est à la Musikhochschule de Freiburg, auprès de Bernhard Wulff et Robert Van Sice, qu’il complète sa formation, obtenant le Diplôme d’Études Supérieures et le Diplôme de Soliste.
Depuis 2006, Pascal Pons associe son nom à Cadeson, un fabricant asiatique d'instruments de percussion. Il sera soliste invité du Centre Acanthes en juillet 2008, se produisant en récital à l’Arsenal de Metz dans un programme comportant des œuvres pour percussion solo de Michèle Reverdy, Johannes Schöllhorn, Salvatore Sciarrino, et la création de « Showdown » d’Alan Hilario.